# Ulrich Inderbinen

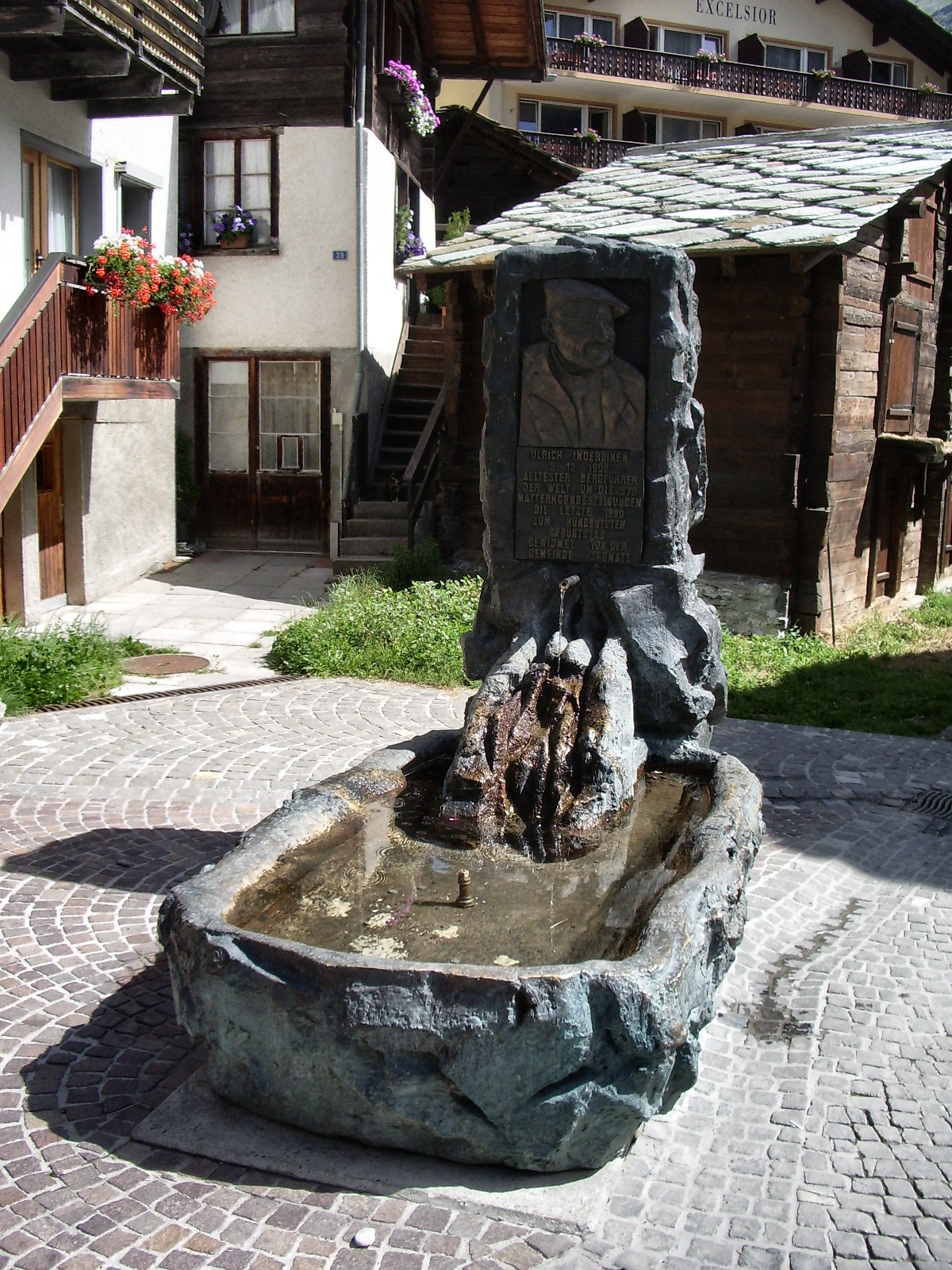
Fontein gewijd aan gids Ulrich Inderbinen in het oude stadsgedeelte van Zermatt

Ulrich Inderbinen (Zermatt, 3 december 1900 - aldaar, 14 juni 2004) was een Zwitsers berggids. Hij besteeg 371 keer de Matterhorn (de laatste keer op 90-jarige leeftijd), 84 keer de Mont Blanc en 81 keer de Dufourspitze, de hoogste berg in Zwitserland.
Als zoon van een landbouwer groeide hij op samen met acht zussen.
Vijf jaar oud werkte hij al als hoeder van koeien. Vanaf zijn 13e verdiende hij geld als schaapherder, later als bouwvakker, schrijnwerker en elektricien.
In 1921 beklom hij, samen met zijn zussen, voor de eerste maal de Matterhorn. In 1925 volgde hij de opleiding tot berggids.
Pas in de jaren '60 kreeg hij, dankzij het groeiend toerisme, voldoende werk als berggids.
Hij verkreeg wereldwijde bewondering toen hij als 90-jarige voor de laatste keer de Matterhorn beklom, dit in het kader van de 125e verjaardag van de eerste succesvolle beklimming van deze berg.
Op 80-jarige leeftijd begon hij aan skiwedstrijden deel te nemen. Omdat hij in zijn leeftijdscategorie meestal zonder concurrentie skiede, won hij dan ook de meeste van zijn wedstrijden.
Op zijn 95e nam hij voor de laatste maal deel aan een skiwedstrijd voor berggidsen.
Inderbinen toonde weinig interesse voor de hedendaagse middelen van zekering voor bergbeklimmers.
Zelfs in 1983 nog gidste hij zijn toeristen over en door de gletsjerspleten met een simpel henneptouw rond de buik gebonden.
In feite kon men, dankzij Inderbinens terreinkennis, makkelijk zonder touw op pad gaan.
Een ogenschijnlijk onschuldige val dwong hem een punt te zetten achter zijn carrière als berggids, een baan die hij tot zijn 96ste levensjaar zou uitoefenen.
In diezelfde periode ging voor hem een levensdroom in vervulling: hij reisde naar Rome, en mocht er de zegen van toenmalig paus Johannes Paulus II in ontvangst nemen.
In 2000 wijdde de gemeente Zermatt een tentoonstelling en een monument aan hem, dit ter gelegenheid van zijn 100e verjaardag.
Hij overleed in 2004 op de leeftijd van 103 jaar. Op dat moment was hij de oudste man in het kanton Wallis.
In een interview met het persagentschap AP zei hij ooit over zichzelf: “Ik heb mij nooit verveeld, tenzij dan wanneer mijn klanten te langzaam marcheerden”.